# Symplectoscyphus interruptus
Symplectoscyphus interruptus är en nässeldjursart som först beskrevs av Pfeffer 1889.  Symplectoscyphus interruptus ingår i släktet Symplectoscyphus och familjen Sertulariidae. Inga underarter finns listade i Catalogue of Life.